# Lorenzo Piretto
Lorenzo Piretto (Mazzè, 15 december 1942) is een Italiaans geestelijke en aartsbisschop van de Rooms-Katholieke Kerk.
Piretto werd op 4 augustus 1966  priester voor de dominicanen gewijd en promoveerde in 1972 aan de Universiteit van Turijn. Van 1983 tot 2005 was hij professor Italiaanse taal aan de Universiteit van Marmara. Van 2004 tot 2015 was hij pastoor van de kerk van de Heiligen Petrus en Paulus in Istanboel.
Op 7 november 2015 werd hij benoemd tot aartsbisschop van İzmir. Hij werd op 19 december 2015 tot bisschop gewijd door Armeens aartsbisschop Boghos Lévon Zékiyan van de aartseparchie Istanbul.